# Rhypholophus dufouri
Rhypholophus dufouri är en tvåvingeart som beskrevs av Geiger och Podenas 1993. Rhypholophus dufouri ingår i släktet Rhypholophus och familjen småharkrankar. Inga underarter finns listade i Catalogue of Life.